# 温锡莹
温锡莹（1920年3月26日—2008年12月14日），男，河北抚宁人，20世纪中国表演艺术家。

## 生平
1920年农历二月初七生于直隶省抚宁县温家洼。1931年九一八事变后，于1932年随长兄逃亡至北平，插班市立高级小学学习。1937年七七事变爆发，他又先后就读于国立河南中学、国立东北中山中学（时迁至湖南）。期间曾有参加抗日战争的念头，但是未能如愿。在开封城看了街头剧《放下你的鞭子》后感受到戏剧的力量，便选择了艺术的道路。1939年8月进入重庆国立戏剧学校。1943年1月8日至11日，国立剧校教师演出话剧《日出》，温锡莹饰演方达生，为剧组中唯一的学生。
1943年毕业后，加入了国立戏剧学校剧专剧团。受曹禺、张骏祥、焦菊隐、马彦祥等老师的影响，在艺术表演方面进步迅速。他首先演出了莎翁名剧《哈姆雷特》（饰哈姆雷特），后来又演出了《清宫外史》（饰李鸿章）、《国家至上》（饰张老师）等话剧。同年入中华剧艺社。演出过《金玉满堂》（饰佃农）、《大地回春》（饰黄毅斋）、《桃花扇》（饰侯方域）、《北京人》（饰袁任敢）、《棠棣之花》（饰侠累）、《万世师表》（饰晏国栋）等话剧。
抗日战争胜利后，温锡莹进入中电剧团演出，后随剧团到上海，转入观众演出公司，演出过《万世师表》、《清宫外史》等话剧。第二次国共内战结束前夕，在地下党的安排下进入国泰影业公司，参加拍摄了《痴男怨女》、《平步青云》、《一帆风顺》、《残冬》等影片。1949年8月入华东革命大学学习。建国后被调至上海电影制片厂担任演员。出演过《大地重光》、《翠岗红旗》、《宋景诗》（饰刘厚德）、《沙漠里的战斗》、《向海洋》、《林则徐》（饰麦宽）、《鄂尔多斯风暴》、《年青的一代》、《庐山恋》等影片，也曾为《小英雄》、《远离莫斯科》、《伟大的力量》、《作曲家莫索尔斯基》、《彼得大帝》、《伟大的公民》、《奇婚记》、《钦差大臣》、《海之歌》、《白痴》、《特殊任务》、《虎、虎、虎》、《华丽的家族》、《蛇》、《金环蚀》等译制影片配音。因在《钦差大臣》中为市长一角配音，于1957年获文化部1949-1955年优秀影片评奖个人一等奖。
文化大革命爆发后，温锡莹成为了批斗的对象。其罪名是文艺黑线上的坏分子，反动权威张骏祥的得意门生。
2008年12月14日因病去世，享年88岁。

## 个人生活
1946年，温锡莹与女演员束夷结婚。但这段婚姻仅维持了6、7年时间。分手后，温锡莹与江丽萍结婚。